# 風雪ながれ旅
「風雪ながれ旅」（ふうせつながれたび）は、北島三郎の37枚目のシングル。

## 概要
津軽三味線奏者の高橋竹山の生涯を元にした曲である。歌唱者は当初村田英雄を想定していたが「私は三味線で世に出た人間、こちらは津軽三味線（が題材）だから」と難色を示し、北島が歌唱することになった。後年アルバム用に村田も録音している。実際に津軽三味線の演奏が冒頭に入っている。
北島の「風雪ながれ旅」を収録したシングルレコードなどの累計売上は250万枚に達する。
『NHK紅白歌合戦』では発表年の1980年・第31回、翌1981年・第32回、1996年・第47回、2003年・第54回、2005年・第56回、2010年・第61回、2012年・第63回と合計7回歌われた。北島の姿が見えなくなるほどの、大量の紙吹雪をステージに落とす演出が定番であった 。

## 収録曲
- 全作曲：船村徹、編曲：丸山雅仁

1. 風雪ながれ旅
作詞：星野哲郎
2. 雀のお宿
作詞：上尾美代志

## カバー
- 福田こうへい（2014年、アルバム『演歌夢語り ～徳光和夫のナレーションで綴る（望郷・青春編）～』・2017年、『谺 〜こだま〜蘇る、名曲の数々…』収録）
- 松山千春（2018年、アルバム『北のうたたち』収録）
- 氷川きよし（2018年、アルバム『新・演歌名曲コレクション8 -冬のペガサス-勝負の花道〜オーケストラ』収録）